# Jürgen Brähmer
Jürgen Brähmer (ur. 5 października 1978 w Stralsund) – niemiecki bokser, były mistrz świata WBO oraz aktualny mistrz świata WBA w kategorii półciężkiej.

## Kariera amatorska
W 1996 roku został mistrzem świata juniorów w wadze półśredniej. W 1996 był mistrzem juniorów Niemiec, a w 1997 mistrzem seniorów. Na amatorskim ringu stoczył 100 walk, z których wygrał około 95. Podczas kariery amatorskiej pokonał m.in. Felixa Sturma, Carla Frocha, Ricky'ego Hattona, Nikolę Sjekloćę.

## Kariera zawodowa
Jako zawodowiec zadebiutował 11 grudnia 1999 roku. W 2009 zdobył najpierw pas EBU, a następnie WBO po zwycięstwach nad Polakiem Aleksym Kuziemskim (17-0, 4 KO) i Rosjaninem Dmitrijem Suchockim (14-0, 9 KO).
14 grudnia 2013 w Neubrandenburgu po zwycięstwie jednogłośnie na punkty 115:112, 117:110 i 117:110 nad Amerykaninem Marcusem Oliveira (25-1-1, 20 KO) zdobył pas mistrza świata WBA.
6 grudnia 2014 w Oldenburgu w Niemczech Brähmer w obronie pasa WBA wygrał z Pawłem Głażewskim (23-3, 5 KO). Polak przegrał przez nokaut w pierwszej rundzie.
21 marca 2015 w Rostocku w czwartej obronie pasa WBA, wygrał przez podanie po dziewiątej rundzie z pochodzącym z Kosowa Robinem Krasniqim (43-3, 16 KO).
5 września 2015 w Dreźnie wygrał przed czasem z Konni Konradem (22-2-1, 11 KO), broniąc po raz piąty tytuł „regularnego” mistrza świata wagi półciężkiej według federacji WBA. Konrad nie wyszedł do ósmej rundy.
27 października 2017 roku w Schwerinie pokonał jednogłośnie na punkty (116-112, 118-110, 119-109) Amerykanina Roba Branta (22-0, 15 KO), dzięki czemu wywalczył awans do półfinału turnieju World Boxing Super Series w kategorii super średniej.